# Hibiscus sabdariffa
Oseille de Guinée, Roselle, Groseille pays
Espèce
Classification phylogénétique
Hibiscus sabdariffa (nom scientifique), l'Oseille de Guinée ou la Roselle (noms vernaculaires) est une espèce de plantes herbacées de la famille des Malvacées. Elle est originaire d'Afrique mais sa culture s'est développée, d'abord en Asie du Sud-Est (Inde, Sri Lanka, Thaïlande, Malaisie et Java). Ses cultivars sont introduits en Afrique de l'Ouest au xixe siècle.
Le bissap ou karkadé (parfois orthographié « carcadet ») ou encore Ngai Ngai (au Congo) est la boisson préparée à partir du calice des fleurs de cet hibiscus à fleurs rouges.

L'Oseille de Guinée pousse bien en zone tropicale en Afrique de l'Ouest (Sénégal, Guinée, Burkina Faso, Bénin, Togo, Niger, sud du Mali, nord de la Côte d'Ivoire), au nord du Cameroun, au Botswana et au Congo Kinshasa, ainsi qu'au Congo Brazzaville et au Gabon.

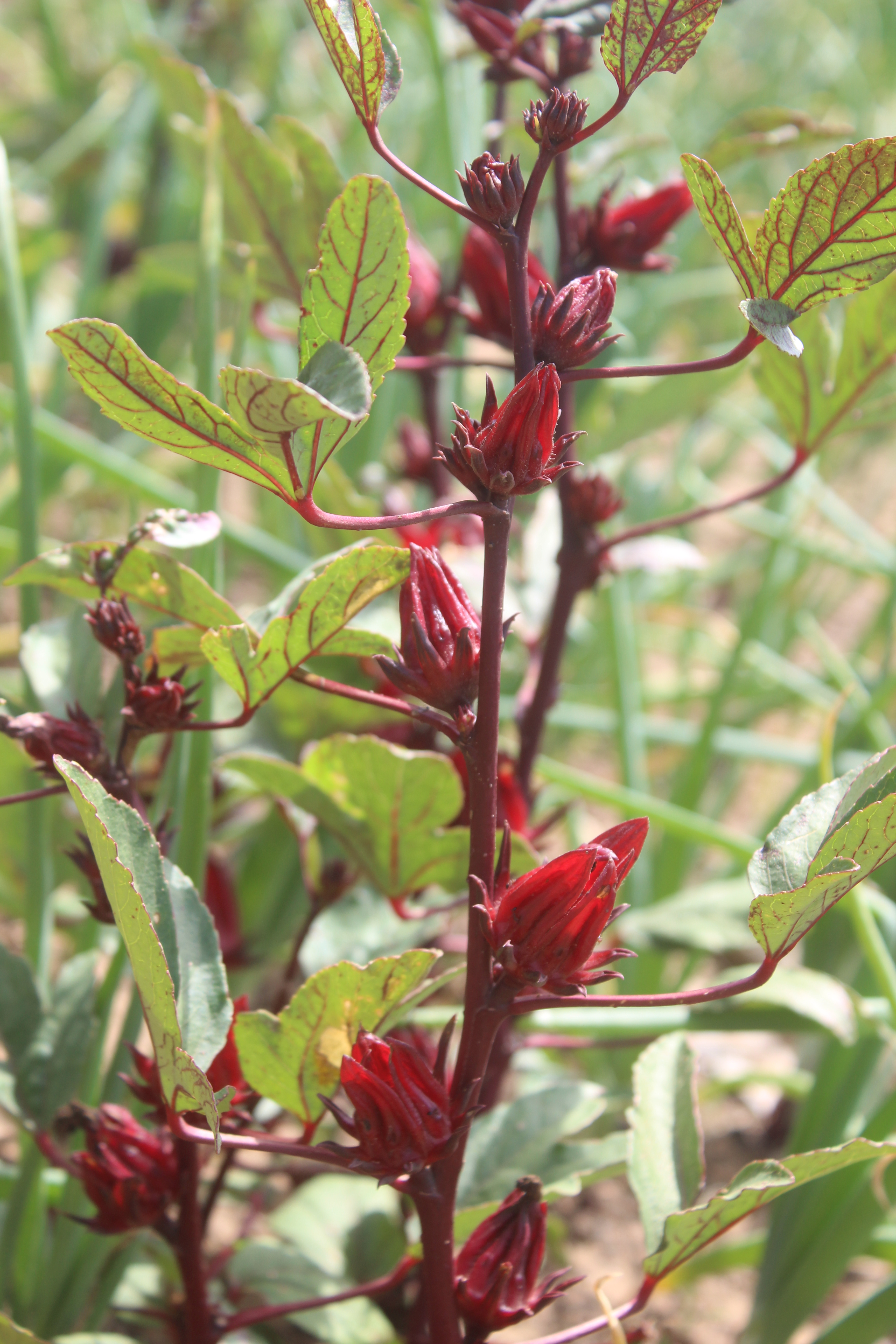
carcadé ou bissap du Sénégal

## Synonymes
Cette plante est aussi connue sous d'autres noms selon les régions du monde :
- Au Mexique : flor de Jamaica
- En Asie du Sud-Est :
  - thaï (siamois) : กระเจี๊ยบ /kraʔciàp/[2] ou กระเจี๊ยบเปรี้ยว /kraʔciàp prîaw/[3]
  - lao[4], : ສົ້ມພໍ່ /sôm phɔ̀ː/
  - khmer : មេីជាបារាំង /məɤcə baran/[5] ou មេីជាប្រិក /məɤcə prɨk/
  - birman : chin pow
- En Chine : luò shén huā (洛神花) ou mei gui qie (玫瑰茄)

Elle est cultivée principalement dans les provinces du sud de la Chine : Guangxi, Guangdong et Fujian.
Aux Antilles françaises (notamment en Guadeloupe et en Martinique), l’oseille de Guinée est appelée « groseille pays » ou simplement « groseille » (en créole : gwozey péyi),

### Autres noms communs dubissap
En Afrique, on la retrouve sous de nombreux noms vernaculaires :
- En Égypte : karkadé
- Au Mali : dableni (du bambara, passé dans l’usage local du français en dah rouge)
- Chez les Songhaï : djoussouma tchireye en songhaï[réf. nécessaire]
- À Tombouctou et Gao : djisma tchiré en dendi, (langue du nord du Bénin apparentée au djerma ou songhaï)
- Au Congo-Brazzaville et au Congo-Kinshasa : Ngai Ngai, où les fleurs se consomment sous forme de compote qui se conserve au frais et accompagne les plats en grillade.
- Au Cameroun : foléré
- En sango (langue parlée en Centrafrique) : karkandji
- En wolof (langue principale du Sénégal) : bissap

## Description
L’oseille de Guinée est une plante herbacée arbustive qui peut atteindre jusqu’à 3 mètres de hauteur dans des conditions optimales, mais ne dépasse généralement pas 2 mètres.
Ses tiges sont pubescentes. Son feuillage caduc se compose de feuilles vertes (bissap vert) ou rouges lancéolées.
Les fleurs, pouvant atteindre un diamètre de 8 cm, s’ouvrent en une corolle à cinq pétales. Elles sont pourpres en leur centre, avec des pétales présentant un dégradé de couleurs allant du jaune au rose.
À la chute de la fleur, un gros calice rouge pourpre apparaît : c’est cette partie de la plante qui est utilisée pour la préparation du bissap.
Les fruits, situés dans le calice, sont des capsules contenant les graines rondes de l’hibiscus, d’un diamètre de 3 à 4 mm.

### Variétés

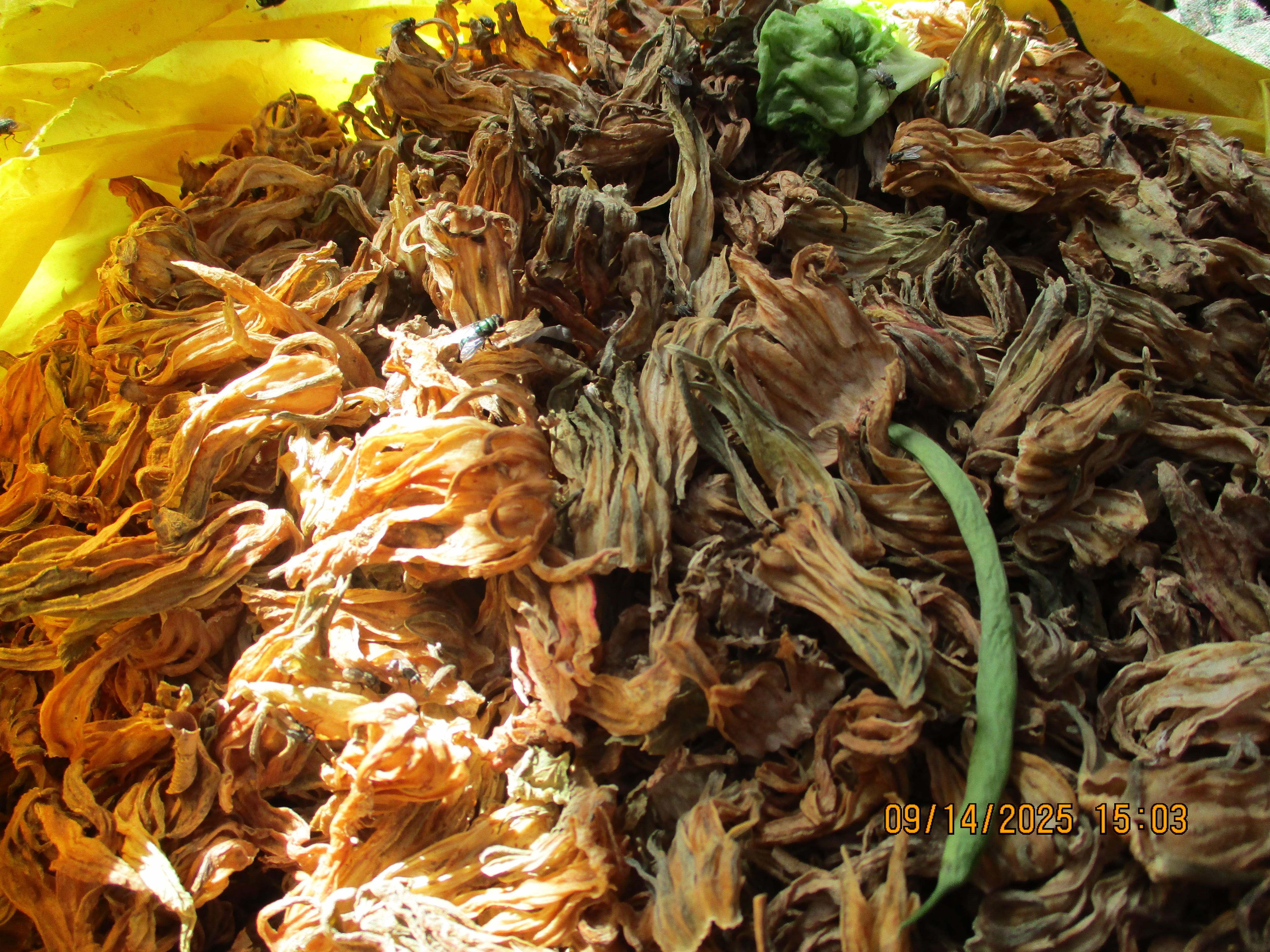
Calices de bissap blanc

Il existe différentes variétés d’oseille de Guinée. 
Les variétés vertes sont principalement utilisées pour l’alimentation sous forme de feuilles comestibles, tandis que les variétés rouges sont destinées à la récolte des calices.
La variété à fleurs blanches permet de préparer un bissap blanc (plus acidulé). Ses fleurs sont également utilisées dans le célèbre plat sénégalais thiéboudiène.
Les quatre variétés principales sont : Vimto, Koor rouge (utilisée à la fois comme légume-feuilles et pour la production de calices), CLT 92 et Thaï.
La variété « Vimto » donne des fleurs de gros diamètre (4,5 cm) et de grande longueur (8,5 cm), avec des sépales rouge vif ouverts vers l’extérieur. 
Le rendement en calices séchés varie fortement selon les zones de production. Dans des conditions optimales, il peut atteindre :
- 4 à 6,5 tonnes/hectare, ou
- 800 à 1 200 kg/ha environ une fois séchés à 12 % d’humidité.

En Asie, des rendements de calices frais allant jusqu’à 15 t/ha ont été signalés. Une seule plante de roselle peut produire jusqu’à 250 calices, soit environ 1 à 1,5 kg de poids frais.
En Afrique, les rendements moyens sont plus faibles et plus variables, du fait des contraintes environnementales et des pratiques culturales souvent extensives.
- Le Soudan a rapporté des rendements moyens de calices secs de 93 kg/ha.
- Au Sénégal, la production maximale observée atteint 500 kg/ha (poids sec)[8].

## Culture
Hibiscus sabdariffa est une plante à croissance rapide. Trente jours après la levée, sa taille atteint environ 30 cm. La récolte des feuilles peut débuter entre six et huit semaines après le semis. La cueillette stimule la ramification, ce qui augmente la production foliaire.
La floraison commence lorsque la longueur du jour diminue, généralement entre deux et sept mois après le semis. Les fleurs sont généralement autofécondées. Les fruits commencent à mûrir deux à trois mois après la fécondation.
L’oseille de Guinée requiert une exposition en plein soleil et des températures chaudes, comprises entre 18 et 35 °C. Elle est très sensible au froid : sa croissance s’interrompt à partir de 14 °C, et la plante meurt au bout de quinze jours. En dessous de 10 °C, la mort peut survenir en deux à trois jours seulement.
La production de fleurs et de calices diminue en dessous de 17 °C. Les cotylédons ne tolèrent pas les températures inférieures à 10 °C pendant plus de deux à trois heures.
La roselle est souvent cultivée en association avec d’autres espèces telles que le mil, le sorgho, l’arachide, la patate douce, l’igname ou le niébé. Elle coexiste parfois avec des plantes spontanées issues de semis naturels.
De nombreux paysans la plantent en limite de champ ou en bordure de parcelle, notamment pour délimiter des zones agricoles. En Afrique de l’Ouest, elle est intégrée à des systèmes agroforestiers, souvent en association avec :
- l’Arbre blanc (Faidherbia albida (Delile) A. Chev.),
- le Baobab (Adansonia digitata L.),
- le Néré (Parkia biglobosa (Jacq.) R. Br. ex G. Don,
- le Karité (Vitellaria paradoxa C. F. Gaertn.),
- et le Jujubier (Zizyphus mauritiana Lam.) [1].

La plante peut être cultivée en lignes, à raison d’un pied tous les mètres sur des rangs espacés d’un mètre. Elle pousse principalement pendant l’hivernage (période des pluies) en Afrique, et nécessite un arrosage régulier dans les régions chaudes et sèches. Cet arrosage peut être réduit pendant la fructification.

Elle peut également être cultivée en pot ou en massif, ce qui facilite sa protection en période froide. Bien qu’elle puisse se développer en sol pauvre, sa croissance est nettement meilleure en sol riche.

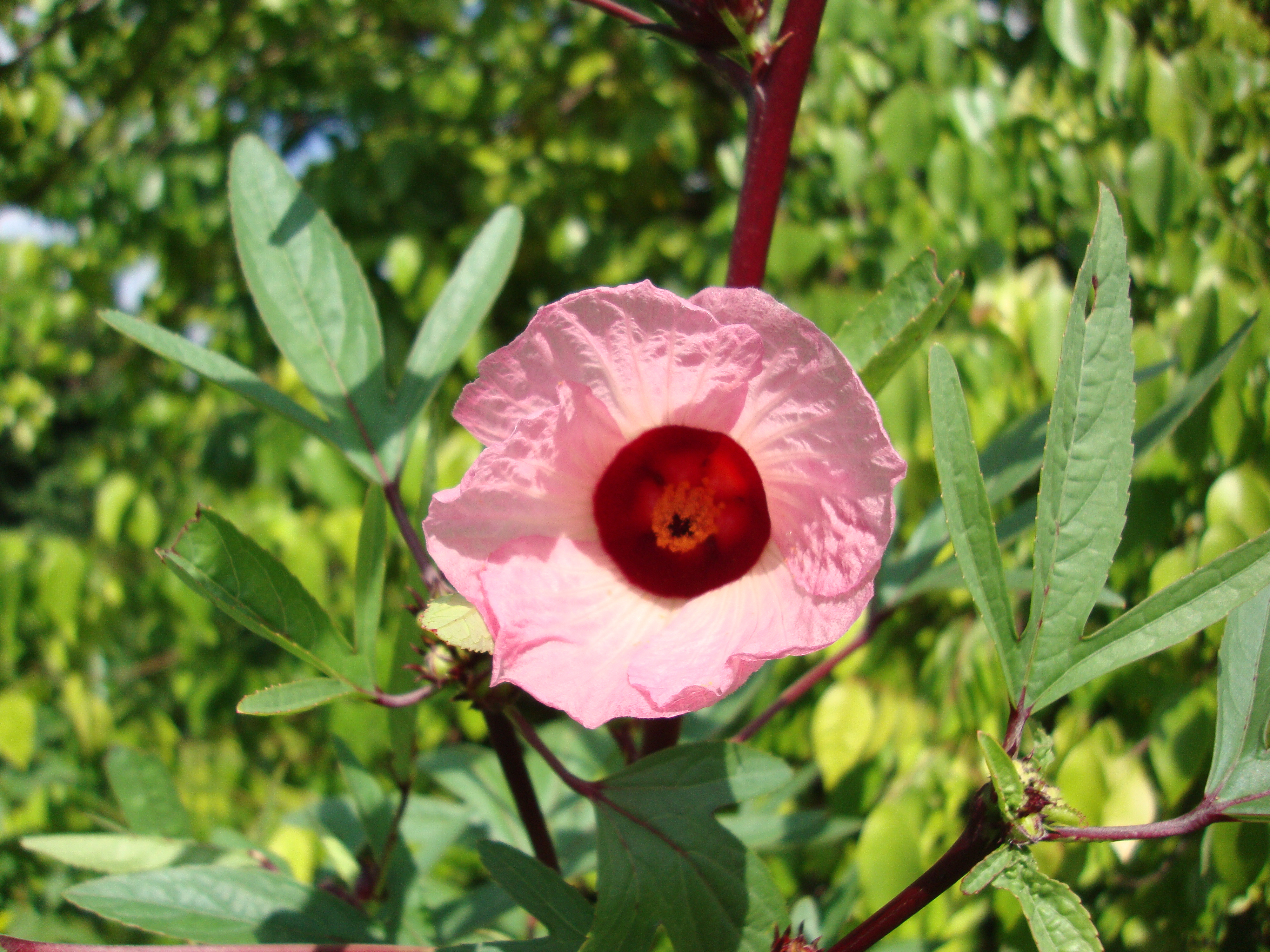
Fleur d’hibiscus avant la chute des pétales (fructification).
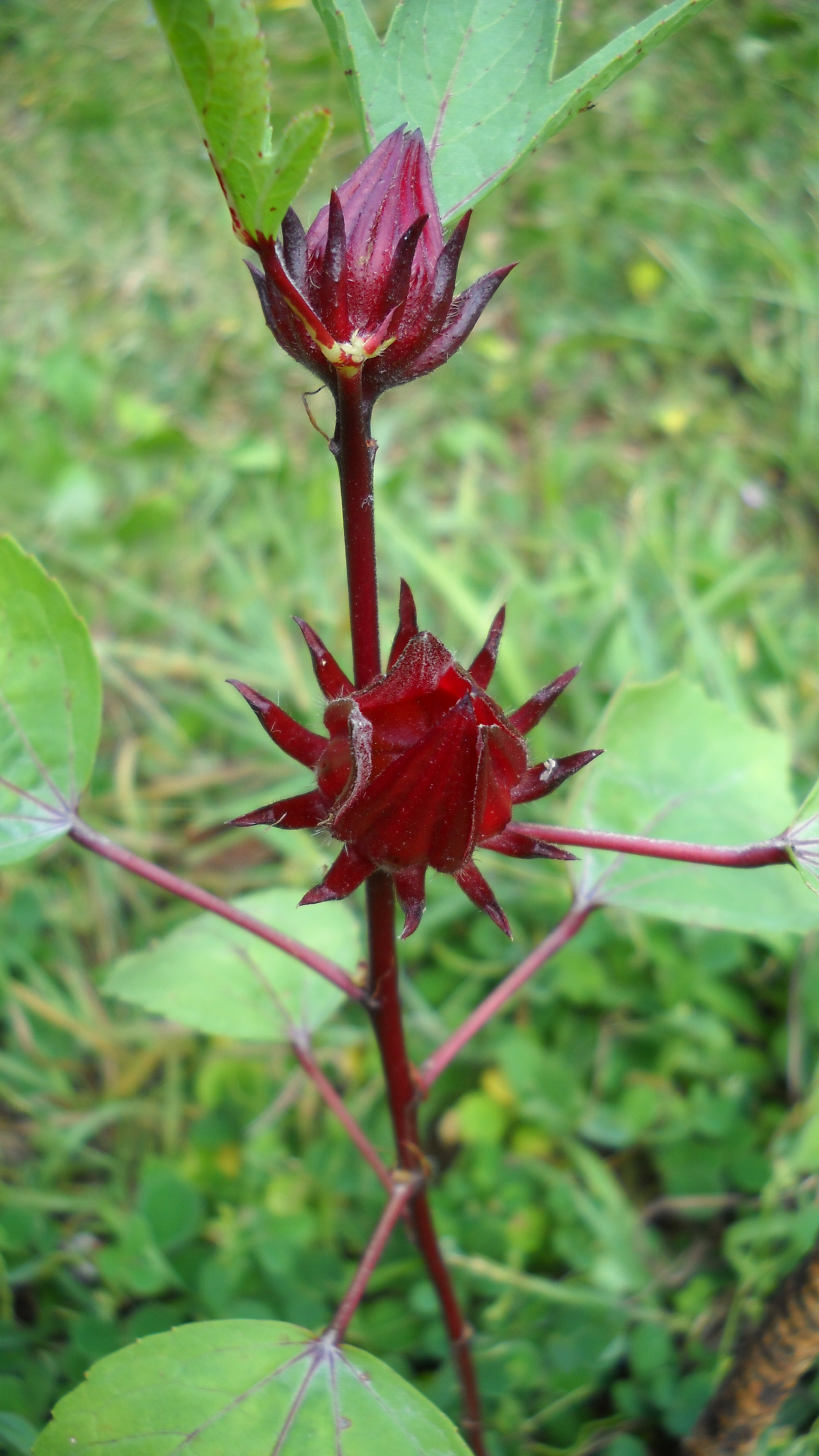
Calices en développement après la fécondation.
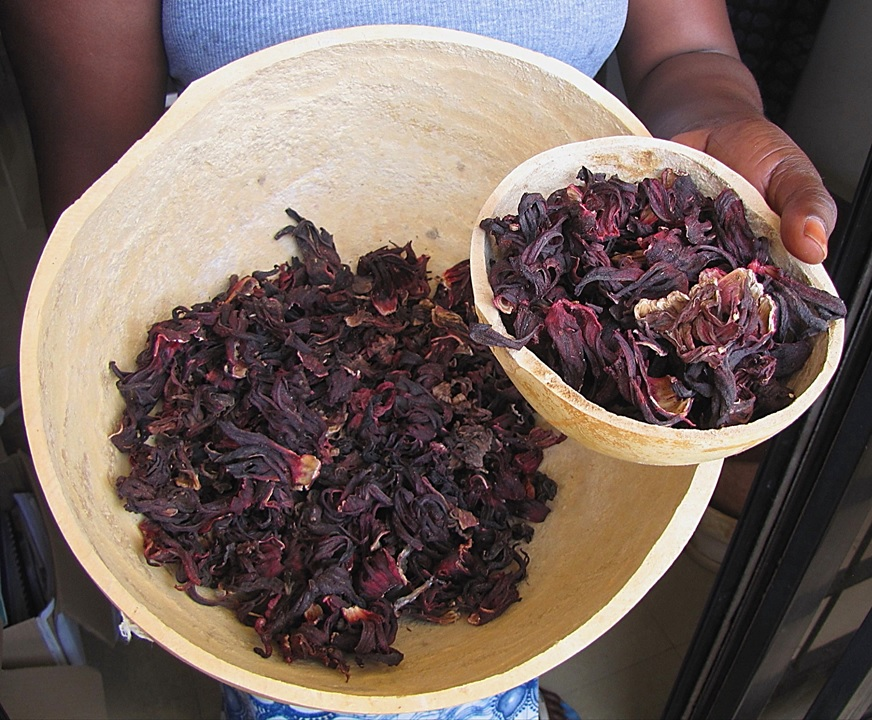
Calices séchés.

### Utilisation des fibres de la tige
La roselle (Hibiscus sabdariffa, ou oseille de Guinée) et le kénaf (Hibiscus cannabinus, ou chanvre de Deccan) sont deux espèces proches appartenant à la famille des Malvaceae, comme le jute (Corchorus olitorius, Corchorus capsularis), bien que ces plantes relèvent de sous-familles différentes au sein de cette famille élargie. Toutes trois sont cultivées pour leurs fibres végétales.
À partir des années 1985 et dans les années 2000, la roselle et le kénaf ont occupé la troisième place dans la production mondiale de plantes textiles. L’extension rapide de leur culture s’explique en partie par les efforts de nombreux pays en développement pour réduire leur dépendance aux importations de jute en provenance d'Asie.

### Utilisation du calice de ses fleurs

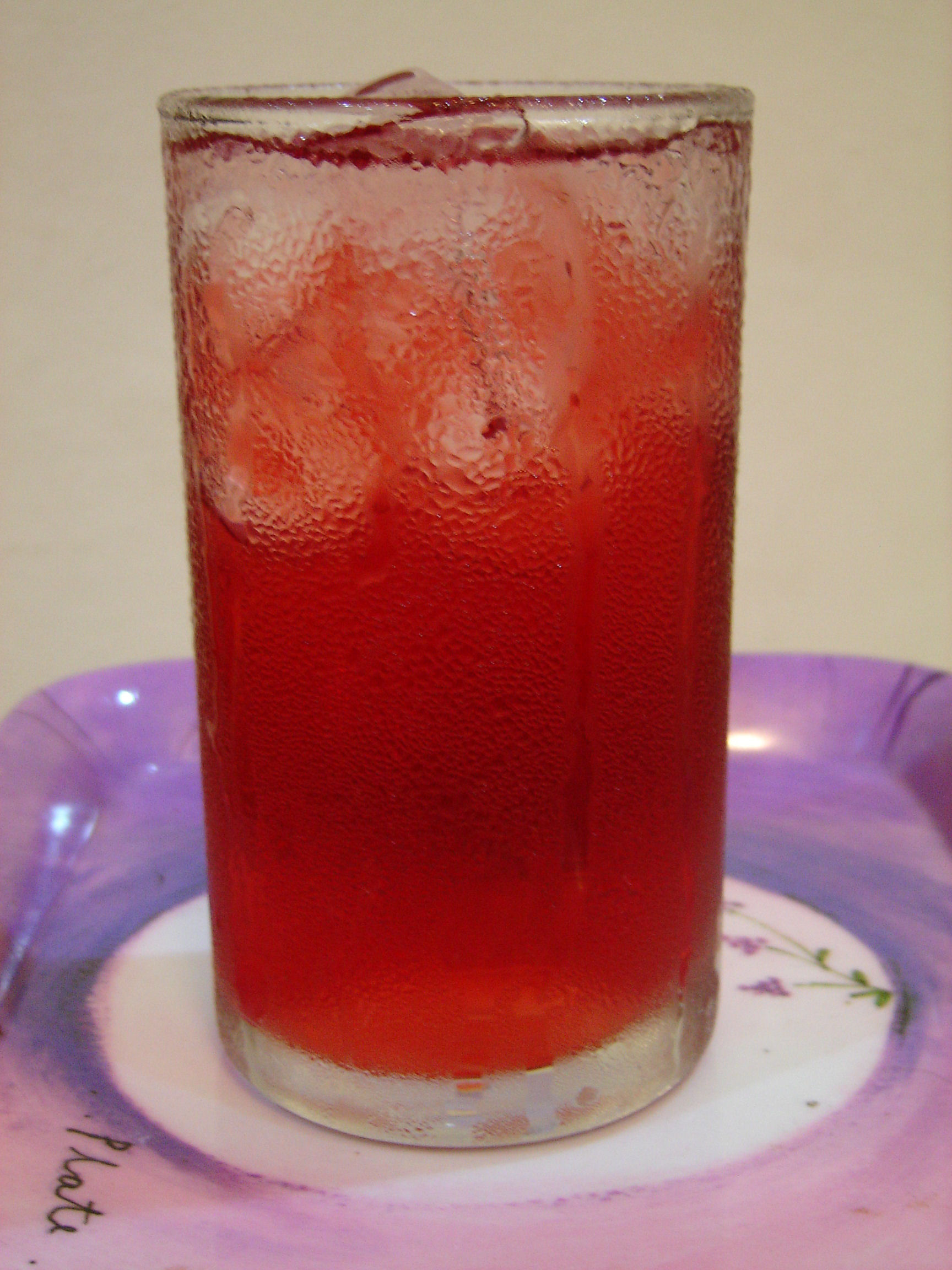
Une boisson rafraîchissante.

Une boisson rouge acidulée, appelée bissap, est traditionnellement préparée à partir des calices séchés d’Hibiscus sabdariffa. Elle est souvent réalisée en faisant bouillir les calices quelques minutes dans de l’eau, avec ou sans ajout de sucre ou d’épices comme la cannelle. Cette préparation donne un extrait concentré qui est ensuite dilué dans de l’eau fraîche pour être consommé. 
C'est la boisson nationale de la Guinée, du Mali, du Sénégal, du Burkina Faso et du nord du Bénin où cette plante est cultivée jusqu'aux abords du désert. C'est aussi une boisson très populaire en Égypte et au Soudan sous le nom de karkadé.
En Afrique et au Proche-Orient, elle se boit chaude, tandis qu'on préfère la consommer froide en Europe.

#### Méthodes de préparation et d’extraction
Les calices d’Hibiscus sabdariffa peuvent être préparés selon plusieurs méthodes, principalement en infusion, en décoction ou par macération à froid.
- L’infusion, qui consiste à verser de l’eau chaude (90–95 °C) sur les calices puis à les laisser reposer à couvert, est considérée comme la méthode la plus respectueuse des composés sensibles à la chaleur, tels que la vitamine C ou certains antioxydants.
- La décoction, méthode traditionnelle largement utilisée en Afrique de l’Ouest pour la préparation du bissap, consiste à faire bouillir les calices pendant plusieurs minutes. Elle permet une extraction plus poussée des acides organiques, accentuant ainsi le goût acidulé, mais peut entraîner la dégradation de certains nutriments.
- La macération à froid, plus douce, consiste à laisser infuser les calices dans de l’eau froide ou à température ambiante pendant plusieurs heures. Elle préserve mieux les composés thermosensibles, mais produit une boisson moins concentrée.

Chaque méthode de préparation influence le goût, la couleur et la teneur en composés bioactifs de la boisson obtenue.

#### Utilisation des feuilles
Les feuilles d'oseille de Guinée sont utilisées au Congo Kinshasa, au Congo Brazzaville et au Gabon comme légumes en purée ou en sauce. On peut ajouter du beurre d'arachide ou les aubergines en purée pour atténuer l'acidité de la sauce ou de la purée et ceci accompagne parfaitement le poisson ou la volaille grillé dont il relève le goût.

### Vertus attribuées
L’infusion d’Hibiscus sabdariffa posséderait des vertus médicinales. Elle pourrait faire baisser la pression artérielle, diminuant ainsi le risque de maladies cardio-vasculaires. Des chercheurs de l’université Tufts à Boston ont réalisé une étude sur 65 hommes et femmes en bonne santé qui avaient cependant une pression artérielle légèrement plus haute que la moyenne. La moitié des participants a bu trois tasses d’infusion d'hibiscus par jour et l’autre moitié, un placebo aromatisé. Après six semaines, les chercheurs ont remarqué que la pression artérielle du groupe qui avait bu l’infusion d’hibiscus avait baissé, ils ont pu constater une réduction en moyenne de 7 de leur valeur systolique (premier chiffre). « Ces changements de pression, même légers et s’ils sont maintenus dans le temps peuvent agir sur l’hypertension, réduisant ainsi le risque d’accident vasculaire ou de crise cardiaque », conclut la professeure Diane McKay de l’université Tufts de Boston.
Les études phytochimiques ont montré la présence d’acides organiques, d’anthocyanosides, responsables de la couleur rouge de l’infusion, de flavonoïdes, de mucilages, de pectines et d’une huile essentielle (eugénol). Ces composants expliquent l’action anti-inflammatoire (ses capacités anti-inflammatoires ont été évaluées par une équipe de chercheurs taïwanais en 2009), adoucissante, antiasthénique, antispasmodique et légèrement laxative de l’hibiscus. On l'utilise pour apaiser l'inflammation des voies respiratoires, les spasmes gastro-intestinaux, lutter contre la fatigue.
Elle aurait des vertus amincissantes et tonifiantes. Pour soulager ou espacer les crises, les malades de Crohn peuvent essayer les tisanes d’hibiscus. Considéré comme un régénérant de l’organisme, l’hibiscus ou encore karkadé est diurétique, bénéfique pour le foie et l’hypertension. Il offre des qualités revitalisantes et de drainage. Reconnu pour faciliter la digestion, l’hibiscus est aussi un tonifiant grâce à la vitamine C qu’il contient[réf. nécessaire].
En externe, les compresses imbibées d’infusion réduisent les œdèmes, les eczémas suintants, les dermatoses ainsi que les abcès[réf. nécessaire].

## Produits dérivés
- Le Bissap peut parfumer d'autres boissons ou cocktails de fruits.
- Au Mali, on fabrique de la confiture et du jus de dah rouge.
- Mélangées à du henné, les fleurs donnent une coloration rouge vif naturelle aux cheveux et les fait briller (les fleurs desséchées sont réduites en poudre puis mélangées au henné, du vinaigre de pomme et de l'eau bien chaude, application puis laisser reposer pendant trois heures).
- Une décoction concentrée des fleurs (blanches de préférence) fait cailler le lait de soja (tofu).